# Adrien Gontier
Pour les articles homonymes, voir Gontier.
Adrien Gontier, né le 29 avril 1992, est un archer français.

## Carrière
Aux Championnats d'Europe en salle 2019 à Samsun, Gontier remporte la médaille d'or en arc à poulies par équipe avec Pierre-Julien Deloche et Jean-Philippe Boulch, ainsi que la médaille d'argent en arc à poulies individuel, battu par le Néerlandais Mike Schloesser.

## Décoration
- Médaille de la jeunesse, des sports et de l'engagement associatif, or (2025)[2].

## Palmarès
- Championnats d'Europe
  -  Médaille d'argent à l'épreuve par équipe homme aux championnats d'Europe 2021 d'Antalya (avec Quentin Baraër et Nicolas Girard).

- Championnats d'Europe en salle
  -  Médaille d'argent à l'épreuve individuelle homme aux championnats d'Europe en salle 2019 de Samsun.
  -  Médaille d'or à l'épreuve par équipe homme aux championnats d'Europe en salle 2019 de Samsun (avec Pierre-Julien Deloche et Jean-Philippe Boulch).